# Brooks, Oregon
Brooks är en ort i Marion County i delstaten Oregon, USA.